# Kolovraty
Kolovraty – część Pragi. W 2011 zamieszkiwało ją 3 078 mieszkańców.